# Ovadya Yosef

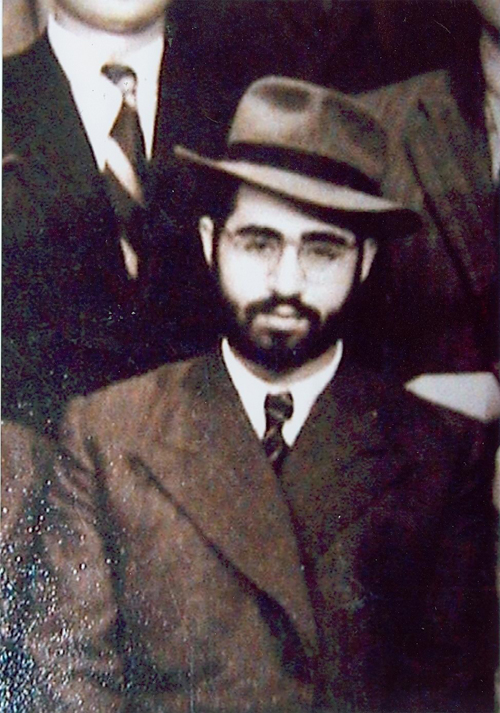
Fotografie din 1947

Ovadya Yosef (ebraică עובדיה יוסף;n. 1920 la Bagdad, Irak; m. 7 octombrie 2013 la Ierusalim) a fost un rabin, jurist tradițional și teolog evreu israelian. A fost între anii 1973-1983 Rabinul Șef sefard (Rishon Letzion) al Israelui și ulterior, conducătorul spiritual al mișcării și partidului Shas al evreilor ultraortodocși de rit oriental, președintele Sfatului Înțelepților Torei În anul 1970 a fost laureat al Premiului de stat Israel pentru scrierile sale în domeniul teologiei și dreptului iudaic.
I s-a spus Maran („Domnul nostru” - în aramaica galileeană), titulatură folosită în cazul lui Yosef Karo și al altor câțiva rabini dintre cei mai docți în dreptul iudaic. Responsele sale au câștigat cea mai mare admirație în cercurile ultraortodoxe iudaice, și mai ales în rândul celor orientale, fiind calificat ca „cea mai importantă autoritate halahică din generația sa" („posek hador”).  

## Viața

### Copilăria și tinerețea

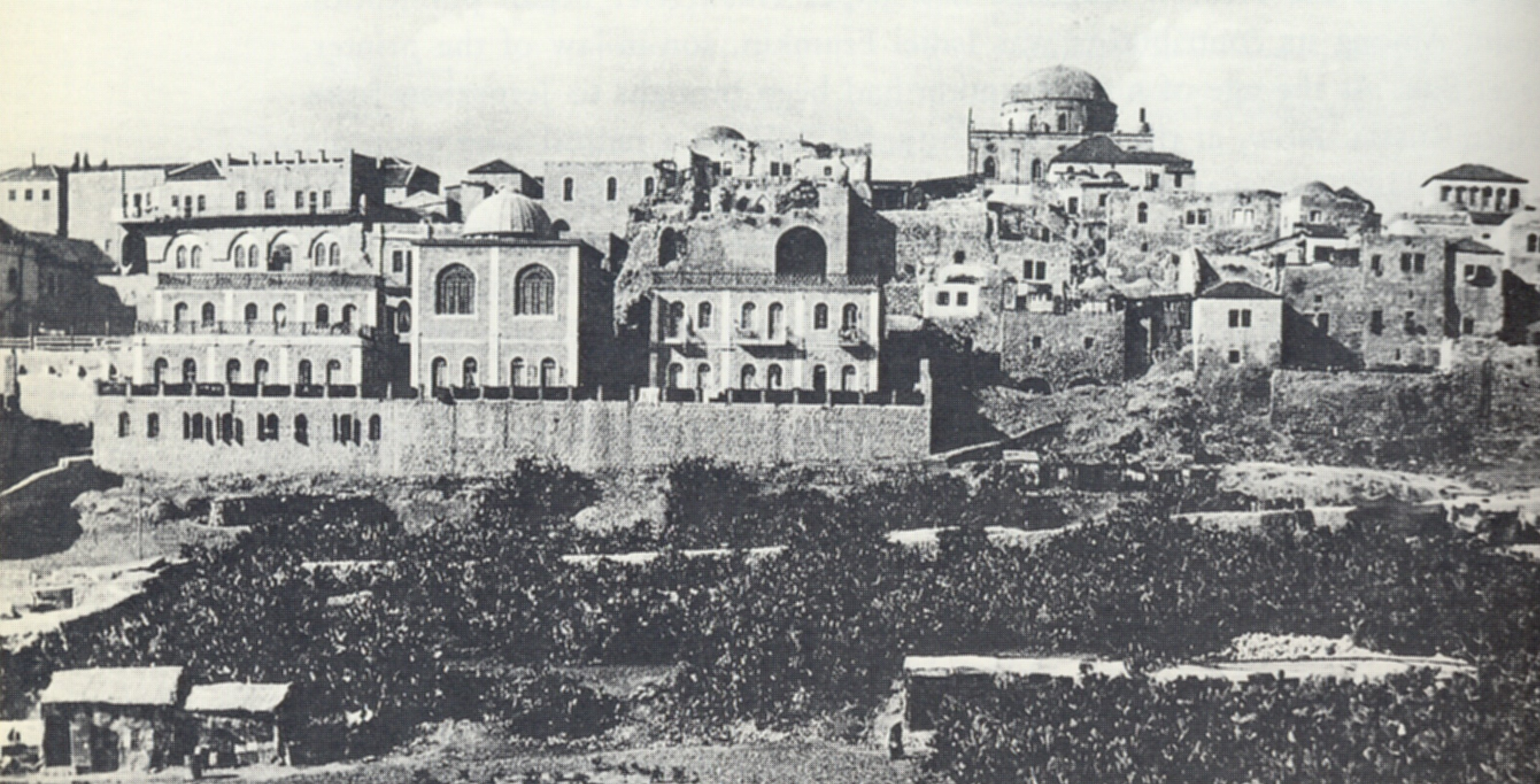
Ieșiva Porat Yosef din cartierul evreiesc al Ierusalimului vechi, înainte de 1948. În spate, la dreapta,se vede Sinagoga Tiferet Israel care a fost ulterior dărâmată de iordanieni

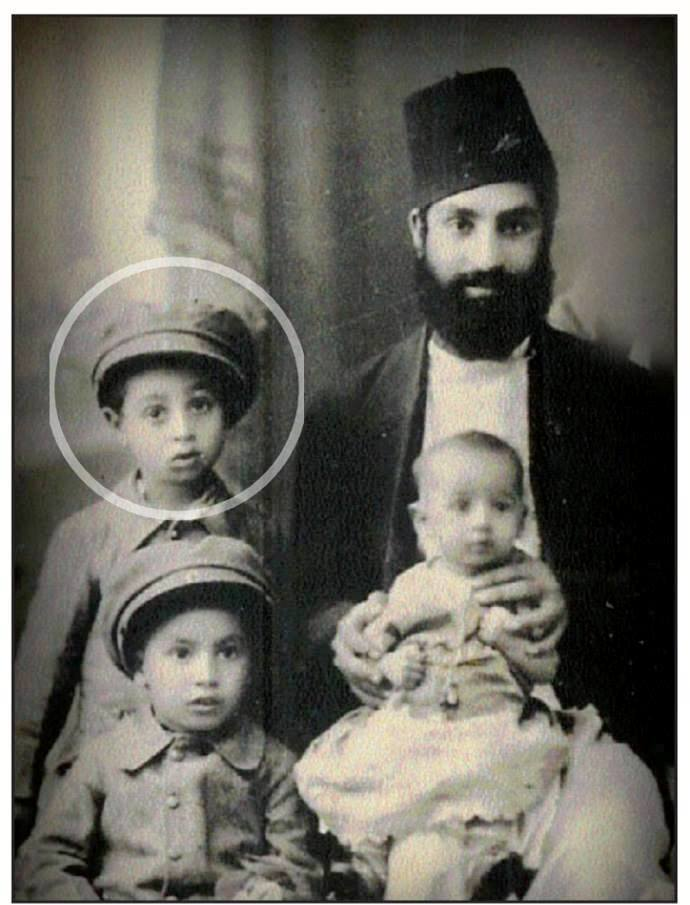
Ovadia Yosef în copilărie în Irak, alături de tatăl și frații săi mai mici

S-a născut în 1920 la Bagdad sub numele înregistrat în arabă Yussef Abdullah Abdullah (în ebraică - Yosef Ovadia).
Părinții săi se numeau Yaakov Ovadia, orfevru și poet liturgic (paytan) de meserie, și Gurgia, și erau verișori primari. El a primit numele Abdallah sau Ovadia în memoria lui Haham (rabin) Abdallah Somekh, precum și a bunicului său, iar al doilea nume propriu,  Yosef. în memoria lui Haham (rabin) Yosef Haim cunoscut ca „Ben Ish Hai”. 
Când a avut vârsta de patru ani, în 1924, părinții săi au emigrat în Palestina, stabilindu-se în cartierul Beit Israel din Ierusalim, unde au deschis o băcănie. În Palestina familia a adoptat numele de familie ebraic Ovadia. Mai târziu în viață, pentru a evita repetiția Yosef Ovadya Ovadya, rabinul a adoptat numele său de familie Ovadya, ca nume propriu, iar numele Yosef ca nume de familie. În 1927 familia a supraviețuit cutremurului de pământ care a lovit Ierusalimul. Ovadia a învățat la Talmud Tora Bnei Tzion din Cartierul Buharilor. S-a dovedit deosebit de talentat la învățătură și la nouă ani a compus prima sa scriere, note la cartea cabalistică „Reshit Hohma” de Eliahu de Vidas.
Îm 1931 a vizitat Bagdadul împreună cu tatăl său. Rabinul Salman Hugi Abbudi de la ieșiva Beit Zalika din oraș l-a examinat din Ghemara și i-a prezis un viitor strălucit ca talmudist și judecător.
În 1933 când copilul avea 13 ani, și a lucrat ca vânzător în băcănia familiei, rabinul Sadqa Hussein l-a convins pe tatăl său, om aspru și care avea dificultăți financiare, să-l înscrie, totuși, la studii, la ieșiva Porat Yosef din cartierul evreiesc al orașului vechi. Directorul ieșivei, rabinul Ezra Atiya, i-a devenit mentor. 
În acel an, împreună cu doi din colegii săi a scris cartea Mahberet Hatakat Hidot (Caietul copierii de dileme). 
În 1937 la vârsta de 18 ani rabinul Yaakov Dwek l-a rugat să-l înlocuiască la ținerea de lecții zilnice de Tora în sinagoga Ohel Rahel a evreilor persani din cartierul Ruhama. Lecțiile s-au bazat pe Halaha, după cartea rabinului Yosef Haim „Haben Ish Hai”. Ovadia Yosef a ridicat obiecțiuni față de multe din opiniile lui Ben Ish Hai ca fiind prea aspre, deoarece erau bazate mai mult pe sentințele lui Itzhak Luria (Haari) decât pe cele ale lui Yosef Karo din codicele Shulhan Arukh.Poziția aceasta sa a trezit critici în audiență, mai ales din partea confraților originari din Irak. Mai mulți rabini de frunte, între care Itzhak Nissim (viitor șef rabin sefard al Israelului) l-au mustrat pentru aceasta, dar mentorul său, Ezra Atiya, l-a încurajat în concepțiile sale originale și chiar obișnuia să se sfătuiască cu el în chestiuni de Halaha. Ovadia Yosef și-a formulat obiecțiunile față de învățătura lui Ben Ish Hai în texte care au făcut parte din seria de cărți Halikhot Olam pe care a publicat-o mai târziu în anii 1998-2003.     
În 1948 la 20 de ani Ovadya Yosef a primit hirotonirea iudaică ca rabin, smihá, din mâinile șef rabinului sefard al Palestinei, Ben Tzion Meir Hai Uziel. În 1945-1947 el a servit ca judecător - dayan - la Curtea rabinică a obștei sefarzilor din Ierusalim .În acea vreme s-a cristalizat deja concepția sa în legătură cu legile iudaice și obișnuia să răspundă la întrebările rabinilor și dayanilor sefarzi și orientali din Palestina și din Diaspora, ca și ale celor așkenazi din Ierusalim.
În 1944 la 24 ani s-a însurat cu Margalit Fattal, de 17 ani, fiica rabinului și pețitorului Avraham Fattal din Aleppo. Pentru a evita cearta cu  socrii, care erau foarte iritați de pretențiile financiare ale viitorilor cuscri, Ovadya a renunțat la dotă din partea miresei. Nunta  avut loc la Școala Spitzer din Casa Yehudayof-Hefetz din Cartierul Buharilor din IerusalimÎn acea perioadă mulți prieteni din cartier și membri ai familiei sale erau în contact cu cercuri sioniste din Ierusalim si chiar au activat în cadrul acestora, unii fiind militanți ai organizației Irgun

### În Egipt
În 1947 la cererea șef rabinului sefard al Palestinei, Uziel, și la recomandarea șef rabinului Isaac Halevi Herzog și a rabinului Ezra Atiya, Ovadia Yosef a plecat în Egipt pentru a îndeplini funcția de adjunct al șef rabinului Egiptului, Nahum Efendi. Rabinul Aharon Shweka l-a numit în fruntea ieșivei Ahava veakhava și l-a susținut în eforturile de menținere a vieții religioase iudaice în Egipt. S-a confruntat cu probleme legate de observarea laxă a regulilor alimentației rituale (kashrut) și altor precepte religioase, și cu ostilitatea unor  conducători ai comunității evreiești egiptene, inclusiv rabini și a știut să adopte o poziție diplomatică și mai conciliantă față de coreligionarii locali. După doi ani, în 1950  a demisionat și a revenit în Israel, care, între timp își câștigase independența.  
În Egipt a început să i se strice vederea și în cursul anilor a trebuit să poarte ochelari de soare.   

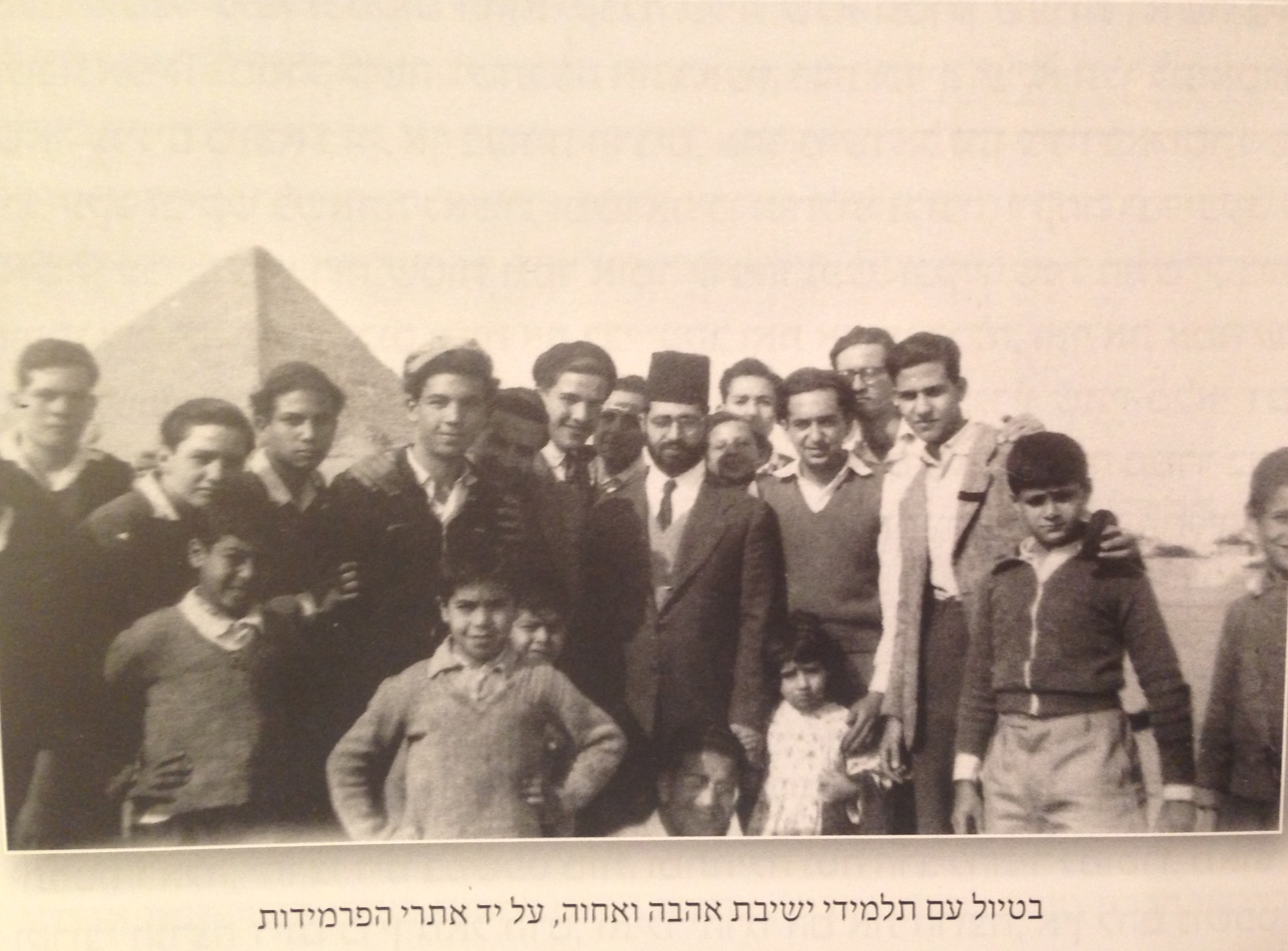
Împreună cu elevi ai ieșivei Ahava veakhava într-o excursie la Piramide

### Judecător (dayan) la Petah Tikva și la Ierusalim
Deoarece ca om matur nu mai avea voie să studieze la kolelul Porat Yosef, pentru a se putea întreține, a predat la Talmud Tora al hasidimilor Satmar din Ierusalim, apoi la Beit Hamidrash Bney Tzion de sub conducerea rabinului Tzvi Pesah Frank.Soția lui, Margalit, l-a convins să nu accepte propunerea de a conduce Tribunalul religios (Beit Hadin letzedek sau Badatz) al Obștii ultraortodoxe sefarde. În cele din urmă între anii 1951-1952 și 1957-1958 a fost dayan la Curtea rabinică din Petah Tikva, alături de rabinii Reuven Katz și Yeshayahu Meshorer. În această calitate s-a evidențiat prin sentinte îndrăznețe, de exemplu din domeniul leviratului  
În 1951-1952 a publicat cartea Hazon Ovadia despre legile Paștelui, lucrare care a fost apreciată de șef rabinii Israelului, Uziel și Herzog și de rabinul Ezra Atiya. În anii 1960 a studiat o vreme Cabala cu rabinul Mordehai Sharabi.
În 1953 Ovadia Yosef a întemeiat ieșiva Or Hatora (Lumina Torei), destinată tinerilor religioși căsătoriți (avrekhim) dotați la învățătură din rândurile comunităților de rit sefard. Aceasta ieșivă a reprezentat prima sa încercare de a pune pe picioare o pepinieră a conducerii rabinice din aceste comunități. În această perioadă a publicat primele două volume din lucrarea sa Yabia Omer, care i-a adus mare respect în lumea elitei rabinice.Între 1968-1968 a condus ieșiva Metivta Hagdola   Beit Harishon Letzion pe strada Jabotinski 31 din Ierusalim.  
În 1958-1965 a fost dayan la Tribunalul rabinic regional din Ierusalim. În 1965 a fost membru al Marii Curți Rabinice.

### Șef Rabin sefard al Tel Avivului
În 1968  Ovadia Yosef a fost ales șef rabin sefard al Tel Avivului, alături de șef rabinul așkenaz Shlomo Goren. A fost instalat în acest post la 17 iunie 1969. S-a confruntat adesea cu rabini așkenazi in chestiuni ca de pildă, ținerea de nunți la evreii orientali în zilele în care așkenazii nu permit aceasta (de la 17 Tamuz până la prima zi a lunii Av)

### Afacerea Helen Zaidman
În anul 1970 Helen Zaidman (născută Shannon), o turistă americancă neevreică,specialistă în genetică, care s-a stabilit cu fetița ei în Israel, în kibuțul Nahal Oz, și care s-a măritat în 1967 prin căsătorie civilă (în Mexic) cu Binyamin Zaidman, evreu cohen, membru al kibuțului, a cerut sa fie înregistrată ca evreică în registrul populației, deoarece a fost convertită la iudaism la tribunalul religios iudaic reformat din Tel Aviv. Ministerul de interne i-a respins cererea fiindcă convertirea  nu s-a făcut printr-un rabinat ortodox.Atunci ea a apelat la Curtea Supremă a Israelului.  Șef rabinatul Israelului s-a opus cu vehemență, temându-se ca nu cumva Curtea Supremă a Israelului să accepte doleanța lui Zaidman,și să deschidă astfel drumul spre recunoașterea convertirilor consacrate de rabini din iudaismul reformat.Pentru a împiedica aceasta rabinul șef al armatei, Shlomo Goren, a convertit-o pe Zaidman la iudaismul ortodox în termen de două zile.
S-a obiectat că șef rabinul armatei nu avea autorizația de a converti și hotărârea lui nu a fost acceptată. Rabinul Yosef a convocat atunci în oficiul său o ședință de tribunal rabinic care a aprobat convertirea, cu consimțământul Șefilor rabini ai Israelului de atunci, Itzhak Nissim și Isser Yehuda Untermann. Rabini ultraortodocși, între care Yosef Shalom Elyashiv și Yaakov Israel Kanevski au condamnat convertirea , obiectând că nu era condiționată de îndeplinirea comandamentelor religioase, că femeia era căsătorită cu un cohen (ceea ce nu este permis de Halaha) , și continua să locuiască într-un kibuț laic, ceea ce denota lipsa intenției de a observa practicile iudaismului.

### Șef rabin sefard al Israelului
În 1972, cu sprijinul rabinului Yosef Shalom Eliashiv, Ovadia Yosef a fost ales șef rabin sefard al Israelului cu titlul de Rishon Letzion, în locul rabinului Itzhak Nissim, cu o majoritate de 81 în favoarea sa față de 68 voturi în favoarea lui Nissim. Relațiile dintre Yosef și Nissim  erau încordate  încă din anii 1940.  
Și relațiile cu noul Șef rabin așkenaz al Israelului, Shlomo Goren, s-au înrăutățit. Rabinul Goren domina Consiliul Șef Rabinatului și la un moment dar rabinul Yosef a boicotat ședințele acestuia.
În cursul activității sale ca Șef rabin al Israelului, Yosef a luat decizii în probleme juridice și sociale insemnate: a permis căsătorii între evrei rabinici și cei karaiți, cu condiția ca aceștia din urma să învețe elemente ale Talmudului și să urmeze comandamentele iudaismului, a recunoscut pe evreii etiopieni Beta Israel ca evrei veritabili, ceea ce a dus la aplicarea pentru ei a Legii Reîntoarcerii și a permis emigrarea lor în Israel, în zile de răstriște, de asemenea a dezlegat soțiile militarilor dispăruți în Războiul  de Iom Kipur din statutul nefericit de agunot care le interzicea întemeierea unor noi căsnicii. 
În anii 1976-1994 Ovadia Yosef a publicat șase volume ale cărții Beshem Yeheve Daat, care se bazau pe lecțiile de Halaha pe care le-a dat în cadrul emisiunii Pinat Halaha (Colțul legii iudaice) la Radio Israel, de la inceputul cadenței sale ca șef rabin al Tel Avivului și până la sfârșitul activității sale ca Șef Rabin al Israelului. Această carte s-a bucurat de popularitate din cauza conciziei și clarității, spre deosebire de caracterul sofisticat și dificil al cărții sale Yabia Omer.
În 1983 o nouă lege inițiată de ministrul Moshe Nissim, fiul rivalului său de odinioară, rabinul Itzhak Nissim, a redus la zece ani cadența maximă a șefilor rabini ai Israelului, ceea ce a dus la încheierea activității lui Ovadia Yosef ca șef rabin sefard al Israelului. I-a urmat rabinul Mordehai Eliyahu. Yosef a continuat să funcționeze ca dayan în Marea Curte rabinică. În acest răstimp în 1984 după modelul vechiului partid ultraortodox al evreilor așkenazi (Agudat Israel) Yosef a pus bazele Partidului Shas al evreilor orientali ultraortodocși și ale Consiliului Înțelepților Torei, forul de conducere al acestui partid. Deputații Yossi Sarid și Yair Tzavan au reclamat la Curtea Supremă contra implicării în politică a lui Yosef, în vreme ce ocupa postul de judecător în Curtea rabinică. Curtea Supremă a primit argumentele deputaților și în septembrie 1988 rabinul Yosef a fost nevoit să se retragă din postul de dayan.

### Concepția sa halachică - o aplicare mai îngăduitoare a dreptului religios iudaic
Unul din fundamentele concepției rabinului Yossef în deciziile religioase era principiul  כוח דהיתרא עדיף (Koah deheitera adif), după care unde este posibil sentințele trebuie să avantajeze adesea o tendință mai îngăduitoare și tolerantă. 
Din acest punct de vedere el a mers pe urmele rabinului Azulai și a unei tradiți mai moderate a rabinilor sefarzi și critica atitudinea mai dogmatică a multor rabini din tradiția așkenază. El era de părere că rabinii care sunt mai docți în materie de Talmud sunt mai toleranți în deciziile lor. Credea că asprimea în sentințele și responsele rabinice poate dăuna practicii religioase (Yabia Omer 7, Orakh Haim Sof Siman 38)
Obișnuia să spună:Important este ca rabinul să decidă după Halacha, nu să spună la orice lucru „e interzis și interzis”
Între sentințele însemnate ale lui Ovadya Yosef în acest spirit se pot menționa:
- Evreii Beta Israel din Etiopia sunt evrei.
- Dezlegarea majorității soțiilor (agunot) a 900 soldați dispăruți în Războiul de Yom Kipur. S-a slujit în aceasta de detaliile culese de soția sa, Margalit, de la acele femei care i-au vizitat în casa lor la Ierusalim.[10]
- A permis vânzarea de pământuri unor neevrei în preajma anului sabatic (Shmitá) pentru ca evreii să poată achiziționa fructe și legume în această perioadă[10]
- A permis ascultarea cântării unor femei la radio sau de pe discuri, când auditorul nu le cunoaște personal și nu știe cum arată. Ulterior a formulat permisiuni suplimentare [10]

### Conducător necontestat al partidului religios Shas
În 1984 în preajma alegerilor pentru al XI-lea Knesset, a luat ființă Consiliul Înțelepților Torei, forumul suprem al Paridului Shas, sub conducerea sa. Conducătorul curentului ultraortodox-lituanian , rabinul Eliezer Schach, a devenit al doilea patron al partidului. În 1990 când rabinul Yosef a sprijinit o încercare de cooperare cu Partidul Muncii („Manevra cea puturoasă”) s-a produs o ruptură cu rabinul Schach. Spre deosebire de alți rabini, în 1992 după alegerile pentru al XIII-lea Knesset, Yosef a ordonat deputaților partidului să intre în coaliția condusă de Itzhak Rabin.Poziția sa în partid a devenit de necontestat, și mai ales în 1999 când  rabinul Eli Ishai l-a înlocuit pe rabinul Arie Der'i la conducerea partidului.
De la întemeierea sa, partidul Shas a devenit un jucător cheie în politica israeliană. Rabinul Yosef a ajuns să concentreze în mâinile sale o forță politică pe care nicio persoană extra-politică nu a avut-o vreodată în istoria Israelului, 
Exprimările sale politice și teologice în cursul predicilor sale săptămânale în Sinagoga Yezdilor din Cartierul Buharilor din Ierusalim, ulterior în sinagoga aflată dedesubtul locuinței sale, au trezit nu rareori furtuni politice și publice. Poziția sa găsea răsunet în ziarul partinic pe care l-a înființat în 1993, „Yom leyom” (Zi de zi) ,iar opiniile sale în domeniul dreptului iudaic erau difuzat în broșura „Oneg Shabat”, supliment de sâmbătă al acestui ziar.    
Și după moarte, portretul său și evocarea persoanei sale au însoțit campaniile electorale ale paridului Shas. Eli Ishai si Arie Der'i au concurat pentru poziția de continuator al căii politice a lui Yosef.

### Predici și declarații controversate și contradictorii
Din 1994 predicile sale au fost transmise în direct prin satelit de către asociația „Dar vesoheret”.
Limbajul său era adesea tăios, popular și arhaic, iar unele din afirmații. desuete sau revoltătoare (cu totul contrare unei „corectitudini politice” elementare) proveneau din învățături tribale din vremuri antice, ceea ce, în societatea israeliană modernă, a trezit în mod firesc, scandaluri publice.. Despre rivala politică liberală de stânga, Shulamit Aloni, a spus ca „În ziua când va muri trebuie făcut un ospăț”. Despre  alt conducător al liberalilor de stânga, Yossi Sarid, a spus "Blestemat fie Haman, blestemat fie Yossi Sarid". Declarațiile acestea aproape că l-au adus în pragul unei anchete penale. La 10 februarie 2005 el l-a înfierat pe primul ministru Ariel Sharon și a condamnat evacuarea armatei israeliene și a așezărilor evreiești din zona Gush Katif din Fâșia Gaza, inițiată de acesta: Pentru ce au prigonit Gush Katif?...Oameni care și-au zidit case din sudoarea frunții, ani de ani, a doua generație, a treia, vin de îndată, îi deconectează, le iau  casele și le dau arabilor, ce frumoase școli religioase au acolo, ce sinagogi frumoase, ce case minunate au acolo, toate le vor da arabilor, ...ce barbar e acest nelegiuit, care face astfel de fapte, Cel Sfânt Binecuvântat fie-i Numele îi va da o „Bána” (în arabă - "bana" - lovitură), va dormi și nu se va scula!" Mai târziu a spus ca îi pare rău, că a fost înțeles greșit, că i-ar fi urat lui Sharon doar să i se scurteze zilele, și în cele din urmă, i-a urat acestuia o viață lungă. Consilierul juridic al guvernului, Meni Mazuz, a decis să nu deschidă contra rabinului o anchetă penală, deoarece era vorba de un blestem și nu de un apel la violență. În acel an, după evacuarea Fâșiei Gaza și a agricultorilor evrei din Gush Katif, Sharon a suferit cu adevărat un accident vascular cerebral și la scurt timp după aceea, o hemoragie cerebrală și a intrat în comă penru mulți ani. 
Și exprimări ale lui Yosef pe teme cu aspecte religioase au dus adesea la scandaluri.
Nu au lipsit în predicile sale de la bătrânețe exprimări obscurantiste și ale unui rasism sau misoginism religios și primitiv (de pildă, într-o predică din anul 2010 a susținut că ne-evreii (goiym - „Neamurile”) sunt destinați de divinitate să-i slujească pe evrei și i-a comparat cu măgarii.Vorbele acestea au trezit oprobiu și indignare în cercuri liberale și religioase moderne din Israel și condamnări din partea organizațiilor evreiești din Statele Unite. La fel și când a vorbit despre cauza morții evreilor și a copiilor lor în Holocaust (unde a citat din rabinul Aharon Rath „Shomer emunim"), pe care le-a atribuit pedepsirii sufletelor păcătoase dintr-un „ciclu” de viață anterior sau când a atribuit moartea soldaților în Războiul de Yom Kipur, unei pedepse divine pentru nerespectarea Sâmbetei sau pentru păcatele fetelor evreice care se îmbracă indecent Ulterior a încercat să corecteze impresia, spunând că orice soldat al Israelului merită un sărut. În campania de alegeri pentru Șef rabinat din iunie 2013 l-a atacat pe rabinul liberal David Stav, calificându-l drept „nelegiuit” și „primejdios pentru iudaism”.   
Totuși, rabinul s-a bucurat de îngăduință din cauza prestigiului său în rândurile unei părți considerabile din publicul evreiesc religios și a celui originar din Orient și din cauza ponderii acestora și a partidului său, Shas, în alegeri și în formarea coalițiilor guvernamentale.

### Viața privată
În 1944 Ovadia Yosef s-a însurat cu Margalit Fattal, fiica rabinului și pețitorului Avraham Halevi Fattal, originar din Aleppo. Nunta lor a avut loc in sediul școlii Spitzer din Casa Yehudayof-Hefetz din Cartierul Buharilor.
Ovadya Yosef a murit la 7 octombrie 2013, după o boală îndelungată și grea, la Spitalul Hadassa Ein Kerem din Ierusalim. A fost înmormântat în parcela rabinilor din  cimitirul Sanhedria din Ierusalim.
La funeralii s-a estimat că au participat circa 750.000 de persoane, poate, cea mai mare înmormântare a unei personalități în istoria Israelului.

#### Copiii săi
Ovadia Yosef a avut 11 copii și trei copii adoptivi.
fiice:
- Adina Bar-Shalom (născută în 1945), întâia născuta dintre copiii rabinului [8], creatoare de îmbrăcăminte și profesoară, promovează învățarea materiilor generale în rândul populației evreiești ultrartodoxe și creșterea implicării femeilor ultraortodoxe în societate și economie, a fondat Colegiul haredit Ierusalim, laureată a Premiului de Stat Israel.S-a opus liniei prea conservatoare adoptate de partidul Shas. Soțul ei, rabinul Ezra Bar-Shalom, a fost dayan, membru al Marii Curti Rabinice.
- Malka Sasson, profesoară, a fost căsătorită cu rabinul Meir Sasson, care a fost un timp rabinul sindicatelor Histradrut
- Yaffa Cohen, a fost directoarea secretariatului rabinului Arie Der'i, când acesta a fost ministru de interne , apoi vice-primar numit al orașului Elad. a fost căsătorită cu rabinul Shalom Cohen, rabinul cartierelor Talbiye și Rasko din Ierusalim
- Lea Butbul - soția rabinului Aharon Butbul, rabinul regiunii Hevel Modiyin, prezentator al unei emisiuni la postul de radio religios Kol Rama și maghid,  responsabil cu lecții de iudaism  în sinagoga Borochov de pe strada Israel Aharon Fishel
- Sara Toledano, pictoriță, măritată cu rabinul Mordehai Toledano, conducătorul școlii religioase Beit Hamidrash „Iabia Omer” și președinte de tribunal religios (Av Beit Din ) la Ierusalim
- Rivka Chikotayi, soră geamănă cu Rivka, a fost reprezentanta partidului Shas în organizația sindicală Histadrut, căsătorită cu rabinul Yaakov Chikotayi, rabinul orasului Modiyin-Makabim-Reut și în trecut rabin al Histadrutului

fii:
- rabinul Yaakov Yosef  - a decedat înaintea tatălui său, a fost directorul ieșivei Hazon Yaakov și rabinul cartierului Givat Moshe-Gush 80, a fost deputat în Knesset din partea partidului Shas
- rabinul Avraham Yosef, a fost șef rabinul sefard al orașului Holon și membru al consiliului Șef Rabinatului Israelului.
- rabinul Itzhak Yosef, Rishon letzion și Șef rabin sefard al Israelului, președintele Consiliului Șef Rabinatului Israelului, autorul cărții Yalkut Yosef, s-a făcut cunoscut în public prin afirmații obscurantiste (de pildă, că „mâncarea ne-kasher tâmpește mintea, scade înțelegerea și atenția”), in 2024 laureat al Premiului Israel, ca și tatăl sau.
- rabinul David Yosef  - directorul kolelului Yeheve Daat, autorul cărții Halaha brurá, rabinul cartierului Har Nof, și membru în Sfatul Înțelepților Torei
- rabinul Moshe Yosef - directorul Institutului Maor Israel și al Tribunalului „Badatz Beit Yosef” care vinde autorizații speciale de kashrut, căsătorit cu Yehudit

Copii adoptivi:
- elevul rabinului Kaduri, Avraham Yeshayhu Yeshua, care a murit în S.U.A. în timp ce a condus slujbele ca hazan (cantor) în timpul sărbătorilor de toamnă
- rabinii Hananya Yehoshua, Rahamim Yehoshua și Regina Malka Yehoshua, fiii și fiica rabinului Menahem Yehoshua

### Figura sa în media artistică

#### Muzică
- Rabinul Yosef s-a  aflat în centrul propagandei electorale a partidului Shas în alegerile pentru parlament, inclusiv în cântecele care au însoțit aceasta propagandă.
- Zeci de cântece apologetice i-au fost consacrate de autori din obștile orientale - între care Maran sheli (Maran al meu) (2016) al lui Yaakov Shwaki, Abba verav (Tată și rabin) al lui Amir Benayun, Kohav Meir (Stea luminătoare) al lui Uziya Tzadok, Sar beIsrael (Prinț în Israel) al lui Itzik Eshel.

#### Cinema și televiziune
- 2023 - Filmul documentar „Melekh Hasfaradim” (Regele sefarzilor) în regia lui Ofer Pinhasov.

## Cărți
Peste 50 cărți publicate: 
- Shot Yabia Omer שו"ת יביע אומר- principala lui carte de response rabinice - în 11 volume și un volum de index. Ultimul volum, al 11-lea, a fost editat  si completat de discipolii săi în 2018. [9]
- Shot Yeheve Daat - שו"ת יחוה דעת -  carte cu response formulate in emisiunea sa de radio - în 6 volume
- Hazon Ovadia (Viziunea lui Ovadia) - despre jurisdicția legată de sărbători și moadim, prozbol, donații și zeciuieli, doliu, sâmbăta - în 29 volume
- Shot Hazon Ovadia    שו"ת חזון עובדיה  response cu privire la noaptea de Seder Pesah și broșura Divrei Ribot - cu răspunsuri la obiectiunile unor evrei irakieni care au fost revoltați de polemica sa în jurul sentințelor lui Ben Hay Ishay.
- Kol Sinai -cu brosura Yabia Omer -  culegere de fragmente din Halaha,publicate în mensualul Kol Sinai - despre tratatul Horayot
- Leviyat Hen  - Rezerve față de cartea Mishna brura despre regulile sâmbetei
- Tohorat Habait  - (Puritatea casei)  -  reguli de menstruatie  - nida  - și purificare
- Meor Israel - în 2 volume - incluzând explicatii și înnoiri despre Seder Moed (din Mișna) și tratatul Brakhot.
- Meor Israel - Tabaat Hamelekh  (Inelul regelui) -  despre Mishne Tora de Maimonide
- Meor Israel - Drushim -   predici despre sărbători și moadim si alte evenimente anuale
- Halikhot Olam -הליכות עולם note si rezerve cu privire la cartea de halaha Ben Ish Hai  a rabinului Yosef Haim din Bagdad
- Anaf etz avot (Ramura din pomul străbunilor)  - despre Pirkei Avot
- Maftehot (Chei) - index la cărțile sale   .

### Alte cărți
- Kaf Hahaiym - completarea cărții rabinului Yaakov Hayim Sofer, la rugămintea fiului acestuia, rabinul Moshe Sofer
- Massa Ovadia - cuvântările sale la conferințe la Institutul Harav Kook
- Pituhei Hotam  - index la cărțile sale, editate de Seminarul sefard din New York  - pana in prezent la doua carti - Hilkhot Shabat si Hilkhot isur veheter
- Maayan Omer - răspunsuri  scurte la întrebări orale, redactată de secretarul sau ,rabinul Yehuda Naki
- Mishnat Yosef (Învățătura lui Yosef) - sinopsis al lecțiilor sale de la Sinagoga Yezdilor , 5 volume
- Yafe lalev -  cu notele rabinului Yosef la seria de cărți a rabinului Rahamim Nissim Itzhak Faladji
- Masos Tavel - culegere din tezaurul rabinului Yosef despre ordinea pericopelor săptămânii - 5 volume
- Shulhan Yosef - prescurtare a Shulhan Arukh Hazon Ovadia  - despe sâmbătă, sarbatori și moadim
- Derekh Hamelekh  (Calea regelui) - Massaot Kodesh (Poveri ale sfințeniei) -lecții și cuvinte de încurajare  din gura rabinului Yosef
- Minhegey Harashal (Datinile Primului în Sion)  - datini si halahot -
- Beit Hayain - (Casa vinului) - lecții de Halaha și de Agada, 2 volume (Hanuka, si  Elul și Zilele Grozave)
- Mishiurey Maran Harishon letzion  - (Din lecțiile Domnului nostru Întîiul întru Sion)  - lectiile ținute sâmbăta seara- in 4 volume - redactate de rabinul Pinhas Peretz
- seria Yalkut Yosef (Ghiozdanul lui Yosef) - primul volum  - conține response  de dinaintea stingerii din viață
- Maayan Yosef (Izvorul lui Yosef) -  vorbe de morală, incluzând scrisori și articole

## Premii și onoruri
- 1952  - Premiul Ministerului Cultelor pentru erudiție rabinică - împreună cu alți 17 tineri rabini foarte înzestrați în învățătura religioasă  („iluy iesivot” - învățăcel genial)
- 1954 - Premiul Rabinul Kook pentru cartea de response Yabia Omer [9]
- 1956 și 1962 - Premiul Ierusalim pentru literatură rabinică
- 1970 - Premiul de stat Israel - pentru literatură rabinică[9]
- 1977 - Premiul Toledano pentru literatură rabinică - pentru responsele Yabia Omer[9]